# Wiesław Grabek
Wiesław Grabek (ur. 7 marca 1928 w Radomiu, zm. 23 sierpnia 2003 w Katowicach) – polski aktor teatralny i filmowy.

## Życiorys
Karierę sceniczną rozpoczynał na deskach Teatru im. Stefana Żeromskiego w Kielcach (1954-1958). W kolejnych latach występował w Teatrze im. Juliusza Słowackiego w Krakowie (1958-1964), Teatrze Polskim w Bielsku-Białej (1964-1967, 1972-1973), Teatrze Śląskim im. Stanisława Wyspiańskiego w Katowicach (1967-1972, 1973-1979, 1982-1990) oraz Teatrze im. Stefana Jaracza w Olsztynie (1979-1982). Wystąpił również w piętnastu przedstawieniach Teatru Telewizji (1968-1988) oraz trzech audycjach Teatru Polskiego Radia (1959-1982)

## Filmografia
- Sól ziemi czarnej (1969) - powstaniec
- Za metą start (1976) - inżynier
- Ślad na ziemi (1978) - Furtecki, zastępca dyrektora ds. osobowych (odc. 1)
- Paciorki jednego różańca (1979)
- Operacja Himmler (1979)
- Magnat (1986)
- Magma (1986)
- Blisko, coraz bliżej (1986) - odc. 17
- Biała wizytówka (1986) - odc. 5
- Rodzina Kanderów (1988) - odc. 7, 10